# Ligne Exo 6 - Deux-Montagnes
Pour les articles homonymes, voir Deux-Montagnes (homonymie).
La ligne Exo 6 - Deux-Montagnes, précédemment appelée la ligne Montréal/Deux-Montagnes, est une ancienne ligne de train de banlieue de la grande région de Montréal, en service de 1918 à 2020. La ligne était exploitée par Exo et son plus récent matériel roulant fut construit par Bombardier Transport, datant du début des années 1990, alors que d'importantes rénovations changèrent les rails, le système électrique et les gares de la ligne. Le 31 décembre 2020, la ligne cesse ses opérations pour permettre la construction de l'antenne Deux-Montagnes du Réseau express métropolitain utilisant le même tracé, avec des extensions vers l'Anse-à-l'Orme et l'aéroport international Pierre-Elliott-Trudeau de Montréal, dont l'ouverture est prévue à l'automne 2025.
Cette ligne était la seule de la région à utiliser des motrices électriques, et probablement la première au Canada. En effet, dès 1918, le tracé de la ligne comprend un passage dans le tunnel sous le mont Royal et l'utilisation de locomotives électriques est indiquée afin d'éviter l'accumulation des gaz de combustion dans celui-ci. Originellement conçue pour desservir la nouvelle banlieue de Mont-Royal et les trains de marchandises arrivant des Basses-Laurentides, la ligne servira progressivement les banlieusards du nord-ouest de la région de Montréal.

## Service
Durant les dernières années de son existence, la ligne relie la Gare Centrale au centre-ville de Montréal avec Deux-Montagnes entre 6h et minuit. Elle offre des départs fréquents (entre 20 et 30 minutes) aux heures de pointe et à chaque heure le reste du temps en semaine. La voie était double entre le centre-ville et la gare Bois-Franc, puis devenait simple.
Les trains offrant le service sont la propriété d'Exo. Anciennement opérés par la division Montrain du Canadien National, ils sont exploités par Bombardier Transport entre juillet 2017 et décembre 2020. Les droits d'accès à la ligne varient d'une station à une autre, selon le principe d'une tarification zonale. La ligne couvrait cinq zones, dont les deux premières permettaient un accès avec le réseau d'autobus de la Société de transport de Montréal. Plus de 30 900 personnes utilisaient la ligne quotidiennement, soit plus de 50 % de tout l'achalandage des trains de banlieue de la région. En 2005, l'Agence métropolitaine de transport (l'ancêtre d'Exo) estime que l'achalandage dépasserait le nombre de 40 000 au cours des prochaines années, nécessitant certains aménagements supplémentaires dont le doublement de la voie entre les gares Bois-Franc et Roxboro-Pierrefonds, l'ajout de deux gares et l'achat de 22 voitures additionnelles. Les deux gares se seraient retrouvées sous les stations de métro McGill et Édouard-Montpetit afin de mieux l'intégrer au réseau de transport métropolitain.

## Histoire

### Origine

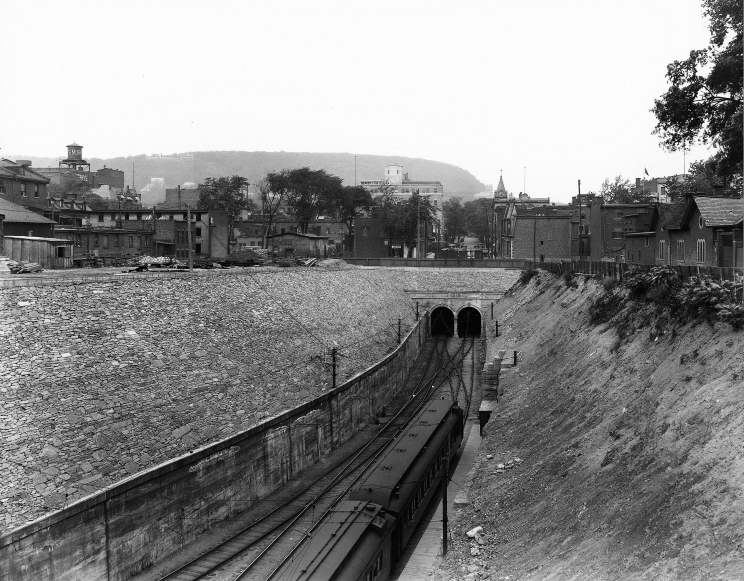
Entrée sud du tunnel à Montréal, vers 1918.

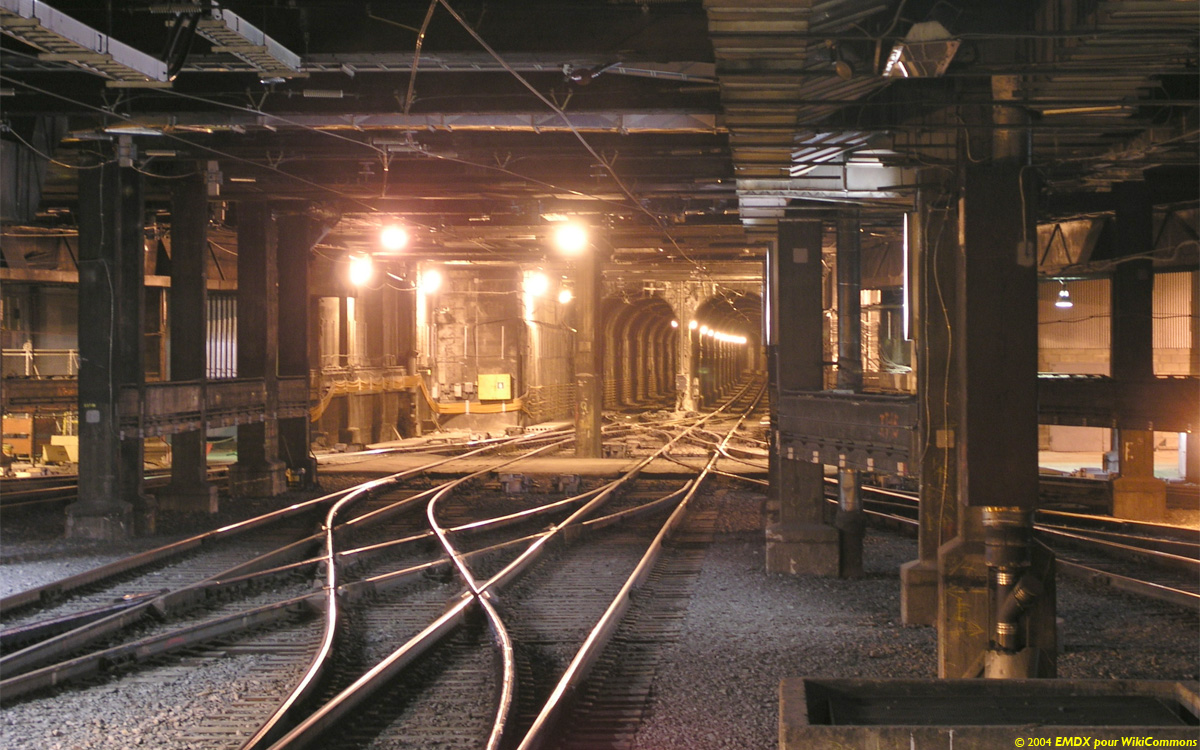
Entrée sud du tunnel à la Gare centrale, 2004.

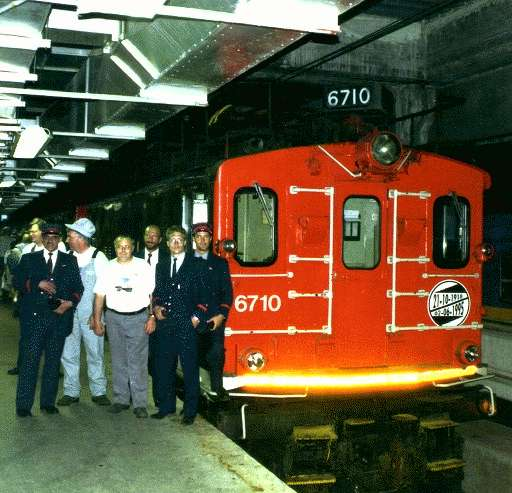
Ancienne locomotrice électrique du train de Deux-Montagnes entre 1918 et 1995.

Le Canadian Northern Railway, une des compagnies de chemin de fer transcontinentales du Canada au début du XXe siècle, devait atteindre le centre-ville de Montréal pour être rentable. Sa ligne arrivant par le nord de l'île de Montréal, il lui fallait contourner le mont Royal mais la route par l'ouest était déjà prise par le Canadien Pacifique (CP) et celle de l'est était assez coûteuse à cause des expropriations nécessaires. De plus, il y avait déjà les gares du CP (Gare Windsor) et du Grand Trunk Railway (Gare Bonaventure) au centre-ville ce qui causait un problème de route et d'emplacement de la ligne. Les administrateurs décidèrent donc en 1910 de creuser sous le mont Royal (tunnel sous le mont Royal) pour établir une gare au centre-ville à un endroit différent, la compagnie devant se financer par le développement d'une nouvelle banlieue, Ville Mont-Royal, du côté nord de l'ouvrage.
La construction débuta en 1912 et le travail de creusage se termina décembre 1913 lorsque les équipes venant des deux directions se rejoignirent avec moins de 3 cm d’erreur d’alignement. Cependant le travail de finition, dont le bétonnage fut retardé par la Première Guerre mondiale et se terminant en décembre 1916. La voie et la caténaire ne furent posées qu'en septembre 1918. Le tunnel a coûté 5 millions $CAN de 1918 et la mauvaise ventilation du tunnel força l'utilisation de locomotives électriques. Elle était électrifiée sur une distance de 12 kilomètres, de Montréal à la gare Val-Royal (maintenant gare Bois-Franc). Elle incluait une voie en cul-de-sac de 1 km vers Cartierville.
La guerre a empêché les promoteurs de bénéficier du développement immobilier attendu, ce qui entraîna de grands problèmes financiers au CNoR. Ces derniers se rajoutèrent à ses problèmes dans l'ouest du pays et le mena vers la banqueroute. Le gouvernement canadien fusionna éventuellement le CNoR dans le Canadian Government Railways pour former le Canadien National (CN) en 1919. Ce dernier prendra sa forme définitive en janvier 1923 avec l'ajout du Grand Trunk Railway,.

### Allongement
Le CN se retrouvait avec quatre gares pour desservir Montréal à la suite de cette fusion : la gare Moreau à plus de 5 km du centre-ville, la gare du « Montréal Sauteux » qui partageait les mêmes voies que la Montreal Tramways Company sur la rue de la Commune dans le centre des affaires, la gare du tunnel du CNoR et la gare Bonaventure. Le second président du CN, Sir Henry Thornton, proposa une nouvelle gare inspirée par la Grand Central Terminal de New York, pour regrouper le trafic. L'emplacement de la gare du tunnel fut choisi et tous les trains arrivant de l'ouest passerait par le tunnel en échangeant leur locomotive à vapeur pour une électrique pour le traverser.
En 1927, les travaux débutèrent mais la crise économique de 1929 en força l'arrêt. Ce n'est qu'en 1943 que la gare centrale de Montréal fut complétée à quelques rues au nord la gare Bonaventure. Seuls les trains arrivant antérieurement à la gare temporaire et à la gare Moreau y accédèrent par le tunnel alors que ceux de l'ouest passèrent par les rails du Grand Trunk. La ligne s'étendait alors au nord jusqu’au Lac Rémi (150 km de Montréal) et desservait donc directement le trafic de marchandises de la région des Laurentides. En particulier, la ligne était utilisée pour livrer le minerai de quartz de la mine de Saint-Rémi de Amherst vers Montréal. Elle était également reliée par des embranchements vers l'Outaouais et la Mauricie.
L’augmentation du trafic banlieue fit cependant étendre l’électrification jusqu’à Deux-Montagnes (alors appelée Saint-Eustache-sur-le-Lac) donnant ainsi 30 km de ligne électrifiée. Durant la Seconde Guerre mondiale, on ouvrit une voie secondaire électrifiée, près de la sortie nord du tunnel pour atteindre le quartier Ahuntsic. On avait donc deux directions pour les trains de banlieue. Cette seconde voie fut fermée lors de l'ouverture de la station de métro Sauvé qui remplaça cette desserte.
La ligne fut coupée à l'ouest de Saint-Jérôme (75 km au nord-ouest) de Montréal, à proximité du futur l’aéroport de Mirabel en 1960, lors du prolongement de l'autoroute (une partie de la voie désaffectée est maintenant une piste cyclable). Le trafic devint donc de plus en plus local et périclita au profit de l'automobile même si le train vers Québec par la rive nord et certains trains de marchandises l'utilisèrent encore, par les embranchements, jusque dans les années 1990. De plus, l'administration de Montréal favorisait la construction du métro et les tarifs augmentait car ils ne bénéficiaient d’aucune subvention gouvernementale.

### Intégration au réseau public de transport
En 1982, le gouvernement du Québec ordonne l’intégration tarifaire avec le service d’autobus et du métro de la CTCUM, plus tard renommée STCUM, contre le vœu de cette dernière. Initialement, les passagers munis d'un billet de train devaient acquitter un plein tarif supplémentaire pour utiliser les bus ou le métro. Par contre, les abonnés à la carte mensuelle du train payaient leur carte de 20 à 50 % plus cher que la carte Autobus-Métro (CAM). Finalement, les tarifs sont ajustés en créant des zones tarifaires proportionnelles à la distance, surtout après la création de l'AMT en décembre 1995. Ceux de la première zone, jusqu'à la station actuelle de Bois-Franc, obtiennent une totale interchangeabilité entre la CAM et la passe de train-métro (TRAM) vers 1990 mais cette zone est ramenée à la gare Montpellier au début des années 2000. Il existe actuellement cinq zones tarifaires et même dans la première, le prix entre la CAM et la TRAM est légèrement différent.
L'avènement de l'AMT marque un changement dans la mentalité face aux transports publics. Le gouvernement du Québec avait décidé de considérer ces derniers globalement pour toute la région montréalaise et non plus seulement pour l'île de Montréal. L'un des mandats de l'AMT est de promouvoir celui-ci afin de résoudre les problèmes de circulation automobile.

### Modernisation (1992-1995)
Le service offert jusqu'en 1995 est très similaire à celui offert à l'ouverture de la ligne 75 plus tôt.  Les locomotives étaient disparates, certaines datant de 1918. Les vieux trains étaient composés de voitures lourdes à six essieux, dont quelques-unes dataient de l’ouverture originale de la ligne avec des sièges à dossier réversible. Certains voitures provenaient de Via Rail qui coupa son service voyageur sur plusieurs lignes en 1981. Plusieurs de ces wagons dataient de 1937 avec chauffage faiblard et sans climatisation.
L'infrastructure était elle aussi très vieille et en mauvais état. L'achalandage et les revenus qui sont à la baisse rendent la ligne lourdement déficitaire, et le Canadien National menace le gouvernement provincial de cesser le service. C'est pour cela que la STCUM reprend, en 1982, le service en procédant toutefois à l’arrêt de tout service à la gare de Cartierville. Entretemps, des mesures sont prises pour prolonger le service jusqu'aux années 1990. Des ampoules pour des redresseurs à vapeur de mercure furent soufflées pour permettre le maintien de l’alimentation. Des essieux pour les locomotives électriques furent même fabriqués en Chine. Pourtant, peu à peu le matériel dut être retiré du service pour pouvoir en soutirer des pièces. C'est ainsi que le CN avertit formellement le gouvernement qu'il serait obligé de cesser définitivement le service au milieu des années 1990 si la ligne n'était pas modernisée.
À la suite des menaces du CN, le gouvernement québécois accepte en 1992 de reconstruire l'entièreté de la ligne. La tension est changée du 3 000V CC au 25 000V 60 Hz AC. Un système de signalisation de type CTC est installé pour remplacer le système de type « block automatique lumineux » présent sur la subdivision Mont-Royal de la gare centrale de Montréal à la gare Val-Royal. Le reste de la ligne était signalisé manuellement par un employé aux voies d'évitement de Roxboro et de Laval. La voie est complètement reconstruite et le rail boulonné est remplacé par du rail soudé de 115 lb/verge.
Bombardier Transport obtint le contrat pour la construction de 24 rames automotrices MR-90 composé de 58 wagons. Chaque rame est composé d'une rame motorisée et d'une rame remorque couplées. Les wagons sont à un niveau et possèdent trois portes de chaque bord, deux portes basses aux extrémités pour l'embarquement aux gares et d'une porte haute à niveau avec le plancher et les quais de 51 pouces de la gare Centrale. Une rame est perdu à cause d'un feu lors de tests en 1995. La ligne fut opérée avec les 56 wagons restant.
Du 3 juillet au 30 août 1993, la ligne est fermée. La voie de la subdivision Montfort (Val Royal à Deux-Montagnes) est renouvelée alors que la paroi du tunnel est réparée. Du 27 juin au 29 août 1994, les voies de la subdivision Mont-Royal sont à leur tour renouvelées. La sous-station électrique de Saraguay ainsi que le garage à Saint-Eustache sont construits. Le 1er mai 1995, le service est raccourci à la gare Laval-sur-le-Lac pour permettre des tests à Deux-Montagnes. Du 3 juin au 25 octobre 1995, l'électrification et la signalisation sont complètement changées. L'ensemble des stations sont aussi reconstruites avec des quais de béton de 260 m. Certaines sont déplacées ou renommées. Le 26 octobre, un service réduit est réinstauré avant que le service complet ne revienne le 1er décembre. Toutefois, les MR-90 souffrent fréquemment de problèmes de portes. Une tempête de neige causa aussi des problèmes d'infiltrations d'eau et de condensation dans les moteurs des bogies. Le service a dû être suspendu du 20 décembre au 8 janvier 1996 afin que les moteurs puissent être retournés et réparés à l'usine de General Electric à Erie en Pennsylvanie. Le 9 janvier 1996, le service reprend pour de bon jusqu'aux travaux du Réseau express métropolitain.
Le train de l'Est utilisait en bonne partie les rails du Canadien National dans l'est de la ville et jusqu'en 2019, une portion de la défunte ligne Deux-Montagnes s'étalant sous le mont Royal pour se rendre jusqu'à la gare centrale de Montréal. L'utilisation du tunnel sous la montagne a cependant posé des problèmes puisque le train de l'Est utilise des locomotives bimodes. Le fait d'y faire transiter du diesel conduit à un potentiel d'explosion ou d'incendie. Comme le tunnel de 5 km de longueur ne dispose d'aucune sortie de secours, et qu'il n'était équipé d'aucun équipement pour combattre un incendie, le gouvernement du Québec décida de commanditer une étude pour trouver les meilleurs moyens pour remédier à ce danger et des travaux pour sécuriser le tunnel furent complétés.

### Intégration au Réseau express métropolitain
Le 22 avril 2016, le maire de Montréal, Denis Coderre et la Caisse de dépôt et placement du Québec annoncent un méga-projet de système léger sur rail nommé Réseau électrique métropolitain (devenu Réseau express métropolitain en 2018). Résultat de la fusion de plusieurs projets antérieurs, le réseau présenté est doté de quatre antennes totalisant 67 kilomètres, dont la reconversion des infrastructures de la ligne Deux-Montagnes. Le 27 septembre 2017, le projet de loi permettant à la CDPQ de réaliser le projet est adoptée par l’Assemblée nationale du Québec.
Au printemps 2018, le service est interrompu les fins de semaine pour effectuer des travaux préliminaires et d'autres changements à l'horaire suivent jusqu'en 2020 où une partie de la ligne est alors fermée pour les travaux majeurs, puis complètement et définitivement le 31 décembre 2020,.

#### Travaux
Les travaux consistent à accommoder un matériel roulant totalement automatisé, ses voies sont doublées sur 18 kilomètres (de Bois-Franc à Deux-Montagnes), qui resteront de type ballast par souci d’économies, et ses quinze passages à niveau seront supprimés. Les stations existantes de la ligne seraient conservées mais devraient être aménagés avec des portes palières et des quais hauts, d'environ 80 mètres de long contre 270 m aujourd'hui. L’excavation des deux nouvelles stations en ville, la modernisation du tunnel du Mont-Royal et l'ajout d'une station de transfert avec le train de l'Est.

#### Nouvelles stations
Le 25 novembre 2016, la CDPQ annonçait l'ajout de trois nouvelles stations au réseau du REM donc deux sur la ligne Deux-Montagnes soit McGill et Édouard-Monpetit. Ces stations seront situées dans le tunnel du Mont-Royal et en correspondance avec le métro par leur station respective donc la ligne verte (via McGill avec début des travaux automne 2018) et la ligne bleue (via Édouard-Monpetit avec début des travaux été 2018). Également, la station Édouard-Montpetit devrait culminer à 70 mètres sous terre et devenir la deuxième station la plus profonde en Amérique du Nord après celle de Washington Park à Portland qui culmine à 79 mètres sous terre.
Autre station appelé Correspondance A40, cette station sera située entre Montpellier et Mont-Royal et sera le nouveau terminus de la ligne Mascouche. La gare aura quatre voies donc une pour le train de banlieue et trois pour le REM, la troisième serait une voie auxiliaire afin d'assurer un transfert rapide entre les deux lignes.
En février 2020, huit stations du futur Réseau express métropolitain donc 3 stations sur l'antenne Deux-Montagnes changèrent de nom:
- Mont-Royal devient Ville-de-Mont-Royal
- Correspondance A40 devient Côte-de-Liesse
- Roxboro-Pierrefonds devient Pierrefonds-Roxboro

#### Recouvrement
En 2018, la ville de Mont-Royal proposa un projet de recouvrement à la grandeur de son territoire afin diminuer le bruit que pourrait causer les trains du REM. 
À l'origine, on proposa de recouvrir les voies ferrées entre l'autoroute 40 jusqu'au tunnel du Mont-Royal. Or, le bureau de projet du Réseau express métropolitain rejette le projet dû au coût des travaux, évalué à 239 millions $CAN, et la quantité de roches à excaver, soit 6 fois plus importante que celle de la station Édouard-Montpetit. À l'été 2019, CDPQ Infra et la ville de Mont-Royal s'entendent pour couvrir 150 mètres de voies, soit entre l'avenue Cornwall et le boulevard Laird non loin de la station Ville-de-Mont-Royal, et qui deviendra une nouvelle place publique aménagée par la ville.

## Tracé
| Zone | Gare                | Ville                                                                | Correspondance(s) | Transit annuel (2008) |
| ---- | ------------------- | -------------------------------------------------------------------- | --- | --------------------- |
|      |                     |                                                                      | |                       |
| 1    | Gare Centrale       | Montréal (arrondissement Ville-Marie)                                | Autobus: STM - 35, 36, 61, 107, 150, 168, 410, 420, 427, 430, 715, 747 RTL - 5, 15, 30, 31, 32, 33, 34, 35, 37, 38, 42, 44, 45, 46, 47, 48, 49, 50, 55, 59, 86, 87, 90, 115, 132, 142, 150 Exo Chambly-Richelieu-Carignan - 1, 2, 3, 4, 5, 6, 7, 8, 9, 11, 12, 14, 15, 16, 17, 18, 19, 100, 101, 103, 104 Exo Vallée-du-Richelieu - 300 Exo Haut-Saint-Laurent - 111 Exo Sud-Ouest - 28 Exo Le Richelain - 22, 23, 24, 25, 26, 28, 28-S, 29, 31, 32, 33, 34, 35, 36, 37, 38, 39, 321 Exo Roussillon - 100, 115, 130 Exo Sainte-Julie - 600, 800, 900 Ville de Saint-Jean-sur-Richelieu - 96-L, 96-LH, 96-E, 196 Métro: STM - station Bonaventure de la ligne orange Train: Exo - Gare Centrale des lignes Exo 3 - Mont-Saint-Hilaire et Exo 5 - Mascouche Exo - Gare Lucien-L'Allier des lignes Exo 1 - Vaudreuil-Hudson, Exo 2 - Saint-Jérôme et Exo 4 - Candiac. Via Rail - Gare centrale de Montréal des lignes Toronto–Montréal, Ottawa–Montréal, Montréal–Québec, Ottawa-Québec, Montréal–Halifax, Montréal–Gaspé*, Montréal–Jonquière et Montréal–Senneterre Amtrak - Gare centrale de Montréal de la ligne New York–Montréal (Adirondack) | 6 756 000             |
| 1    | Canora              | Montréal (arrondissement Outremont) et Mont-Royal                    | Autobus: STM - 92, 160 Train: Exo - Gare Canora de la ligne Mascouche | 348 000               |
| 1    | Mont-Royal          | Mont-Royal                                                           | Autobus: STM - 16, 119, 165, 465 Train: Exo - Gare Mont-Royal de la ligne Mascouche | 633 100               |
| 1    | Montpellier         | Montréal (arrondissement Saint-Laurent)                              | Autobus: STM - 121, 128, 171 | 619 700               |
| 2    | Du Ruisseau         | Montréal (arrondissement Saint-Laurent)                              | Autobus: STM - 117, 135 STL - 55 | 656 600               |
| 2    | Bois-Franc          | Montréal (arrondissement Saint-Laurent)                              | Autobus: STM - 64, 126, 164, 170, 215 STL - 144, 151 | 729 200               |
| 2    | Sunnybrooke         | Montréal (arrondissement Pierrefonds-Roxboro) et Dollard-Des Ormeaux | Autobus: STM - 68, 208, 213, 468, 968* | 864 400               |
| 2    | Roxboro-Pierrefonds | Montréal (arrondissement Pierrefonds-Roxboro)                        | Autobus: STM - 68, 205, 206, 208, 209, 213, 407, 468, 968** | 1 535 600             |
| 3    | Île-Bigras          | Laval (quartier Sainte-Dorothée)                                     | Taxi collectif: STL - T26 | 162 700               |
| 3    | Sainte-Dorothée     | Laval (quartier Sainte-Dorothée)                                     | Autobus: STL - 26, 76, 402, 404, 903 | 998 300               |
| 5    | Grand-Moulin        | Deux-Montagnes                                                       | Autobus: Exo Laurentides - 93, 400*** | 475 100               |
| 5    | Deux-Montagnes      | Deux-Montagnes                                                       | Autobus: Exo Laurentides - 80, 89, 90, 92, 93, 400*** Exo Deux-Montagnes (Express d'Oka) - 70 | 1 595 300             |

*La ligne de Via Rail Canada reliant Montréal à Gaspé n'est pas en fonction pour une durée indéterminée.
**En raison des travaux préparatoires du REM, la ligne Deux-Montagnes n'offre plus de service le weekend ainsi que le vendredi à partir de 20h. Le trainbus 968 remplace le service du train en effectuant le trajet entre les gares Sunnybrooke et Roxboro-Pierrefonds et la station de métro Côte-Vertu.
***En raison des travaux préparatoires du REM, la ligne Deux-Montagnes n'offre plus de service le weekend ainsi que le vendredi à partir de 20h. L'Express Deux-Montagnes remplace le service du train en effectuant le trajet entre les gares Grand-Moulin et Deux-Montagnes et la station de métro Montmorency, située à Laval.